# La mia città
«La mia città» (Мой город) — песня в исполнении итальянской певицы Эммы Марроне, с которой она представила Италию на конкурсе песни «Евровидение-2014».
Песня была выбрана 24 января 2014 года путём внутреннего отбора, организованным итальянским национальным вещателем «RAI», что позволило Эмме представить свою страну на международном конкурсе песни «Евровидение-2014», который прошёл в Копенгагене, Дания

## Музыкальное видео
Есть две версии видеоклипа. Режиссёрами выступили Леандро Мануэль Эмеде и Николо Цериони. Первый с длиной 3 минуты 33 секунд проводили в уменьшенном виде по случаю участия Евровидение, а вторая версия немного длиннее самой обычной версии песни на 20 секунд. В обеих видеоверсиях Эмма искала внутри белой комнате различные костюмы, с которыми она создала провокационно, ползала и танцевала.

## Список композиций
| №  | Название       | Длительность |
| -- | -------------- | ------------ |
| 1. | «La mia città» | 3:31         |

## Позиции в чартах
| Чарт (2014)                 | Наивысшая позиция |
| --------------------------- | ----------------- |
| Австрия (Ö3 Austria Top 40) | 71                |
| Италия (FIMI)               | 35                |